# Sywell
Sywell is een civil parish in het bestuurlijke gebied Wellingborough, in het Engelse graafschap Northamptonshire met 792 inwoners.

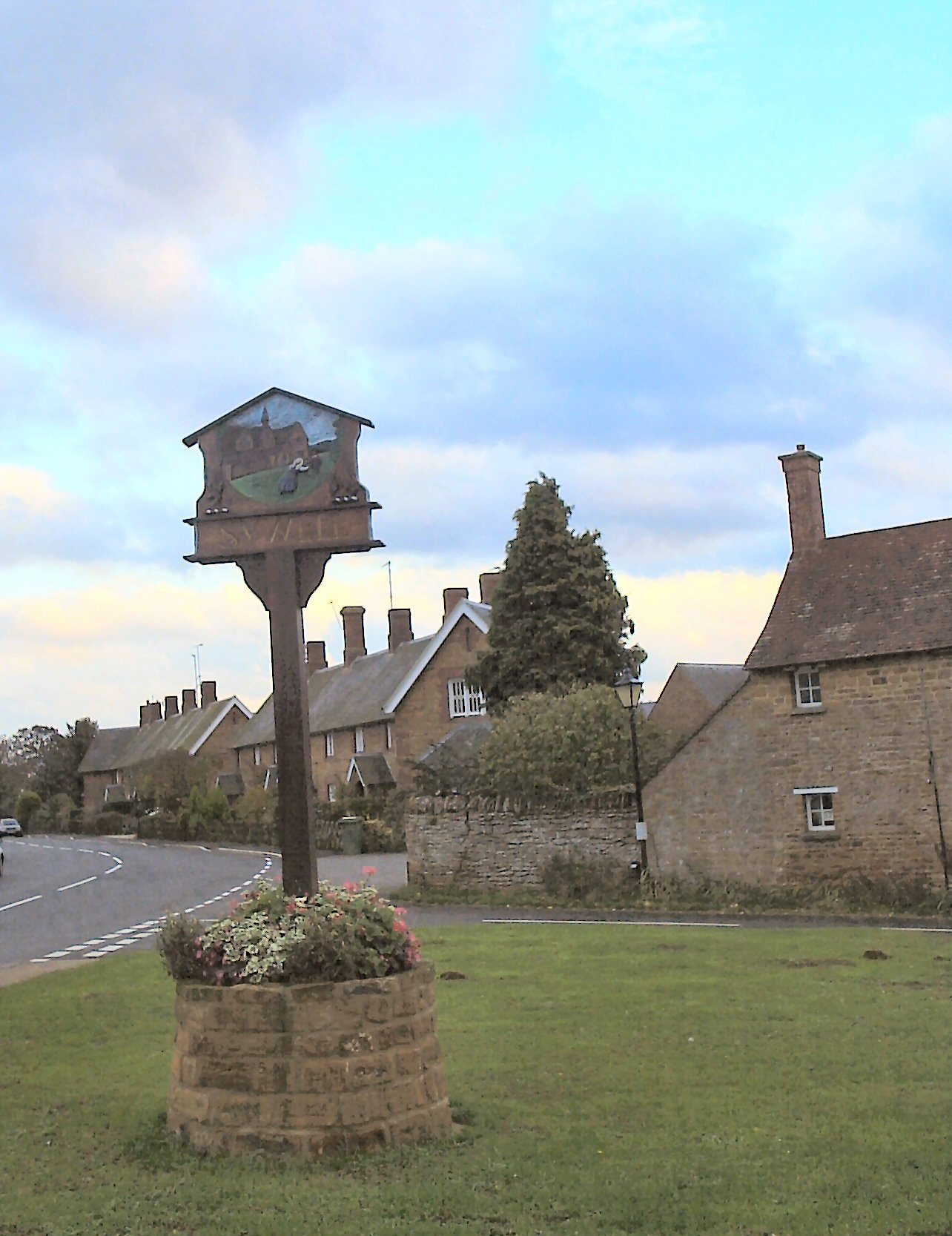
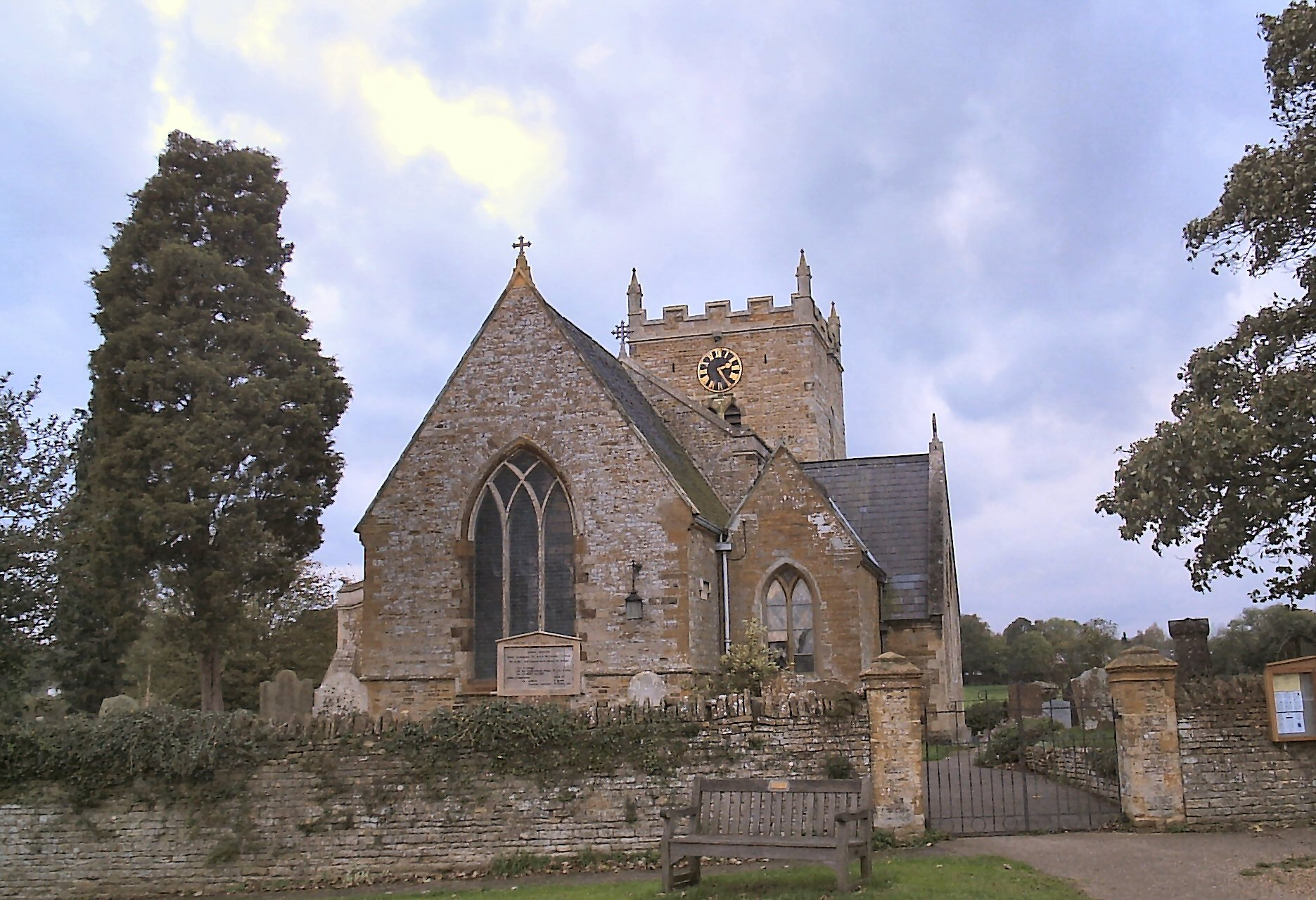
Kerk van Sywell